# Stour (Suffolk)
Pour les articles homonymes, voir Stour.
La Stour (prononcé en anglais : [ ˈ ] ) est un fleuve côtier, entre les comtés du Suffolk et de l'Essex, en East Anglia, Angleterre.

## Géographie
La Stour prend sa source à Wratting Common dans le Cambridgeshire, près de Weston Colville, et atteint la mer à Harwich.
La partie est du cours d'eau traverse une zone naturelle exceptionnelle appelée Dedham Vale, qui a pris le nom du village de Dedham dans l'Essex. Sur les deux rives du fleuve, Dedham Vale AONB couvre un secteur d'environ 18 km dans sa largeur est-ouest et de 4 km à 8 km du nord au sud.
Le fleuve mesure 76 km de long et forme la majeure partie de la frontière des comtés entre le Suffolk au nord et l'Essex au sud. Il se dirige vers l'est du Cambridgeshire, passe à l'est de  Haverhill, en traversant Cavendish, Bures, Sudbury, Nayland, Stratford St Mary,  Dedham et draine la Dedham Vale (en), zone naturelle exceptionnelle. 
La Stour devient marémotrice juste avant Manningtree dans l'Essex et rejoint la Mer du Nord à Harwich.

## Étymologie
L'origine du nom est ambigüe et controversée.
Pour certains, le nom Stour vient du celtique sturr, fort (en anglais : strong).
Cependant, l'hydronyme Stour, courant en Angleterre, ne se rencontre pas du tout au Pays de Galles.
Crawford note deux affluents du Pô près de Turin, appelés Stura. En Allemagne, la Stoer est un affluent de l'Elbe. D'après  Britain and Ireland Brewer, la Stour se prononce de différentes manières : la Stour du Kent et de l'East Anglie se dit tour; la Stour de l'Oxfordshire se dit parfois mower, et parfois aussi hour ; dans le Worcestershire, Stour se dit toujours hour. Localement, la Stour séparant l'Essex du Suffolk ne se dit pas partout de la même manière, variant de stowr à stoor...

## Histoire
Le plus ancien peuplement humain  dans le Suffolk a été relevé à Great Bradley, remontant à plus de 5 000 ans.
La Stour fut l’un des premiers cours d'eau ou canaux aménagés en Angleterre. Le Parlement a adopté « une loi » pour rendre la rivière Stower navigable de la ville de Manningtree, dans le comté d’Essex, à la ville de Sudbury, dans le comté de Suffolk, en 1705.
Bien qu’en partie supplantés par les chemins de fer, les transports fluviaux par barges naviguaient encore sur la Stour au-dessus de Manningtree jusqu’à la  Seconde Guerre mondiale. En 2016, ils sont toujours en activité jusqu’à Mistley.
Le père du peintre paysagiste John Constable (1776-1837) était un riche exploitant agricole qui tenait aussi un florissant moulin sur la Stour, à Flattford, entre East Bergholt et Dedham. C'est dans ce périmètre étroit, de quelques kilomètres carrés que se déroula l'enfance du peintre. La région de Dedham Vale est encore connue comme le « Pays de Constable ». 
La vallée de la Stour a été dépeinte comme une zone très active par Constable, mais aussi par Thomas Gainsborough, Alfred Munnings, Paul Nash et Cedric Morris. 
Stratford Mill le tableau de Constable était une usine de papier maintenant démolie près de East Bergholt, témoignage des débuts de l'industrialisation dans un paysage encore champêtre.

Tableaux de John Constable
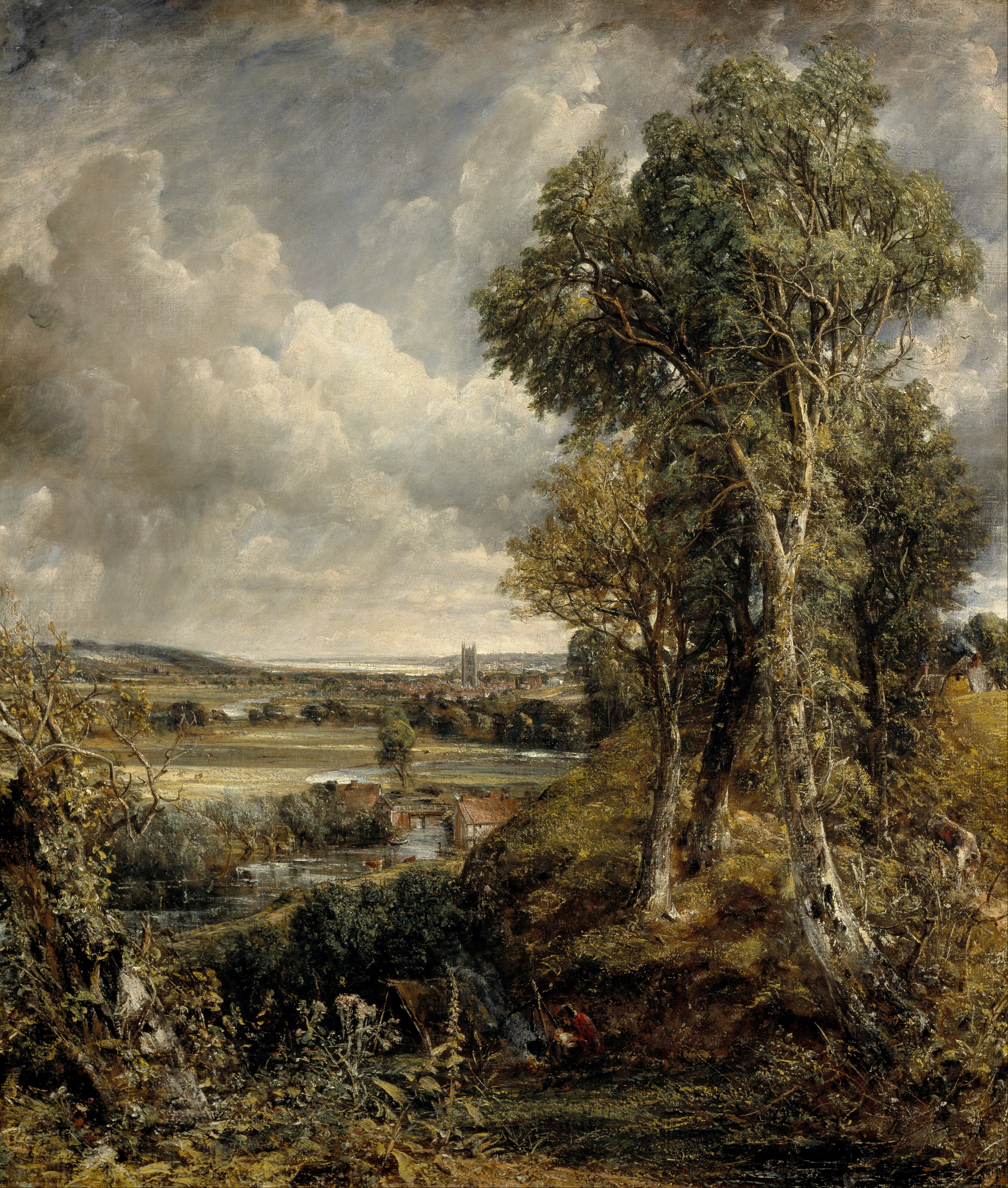
Vallée de Dedham, vers 1802 Victoria and Albert Museum
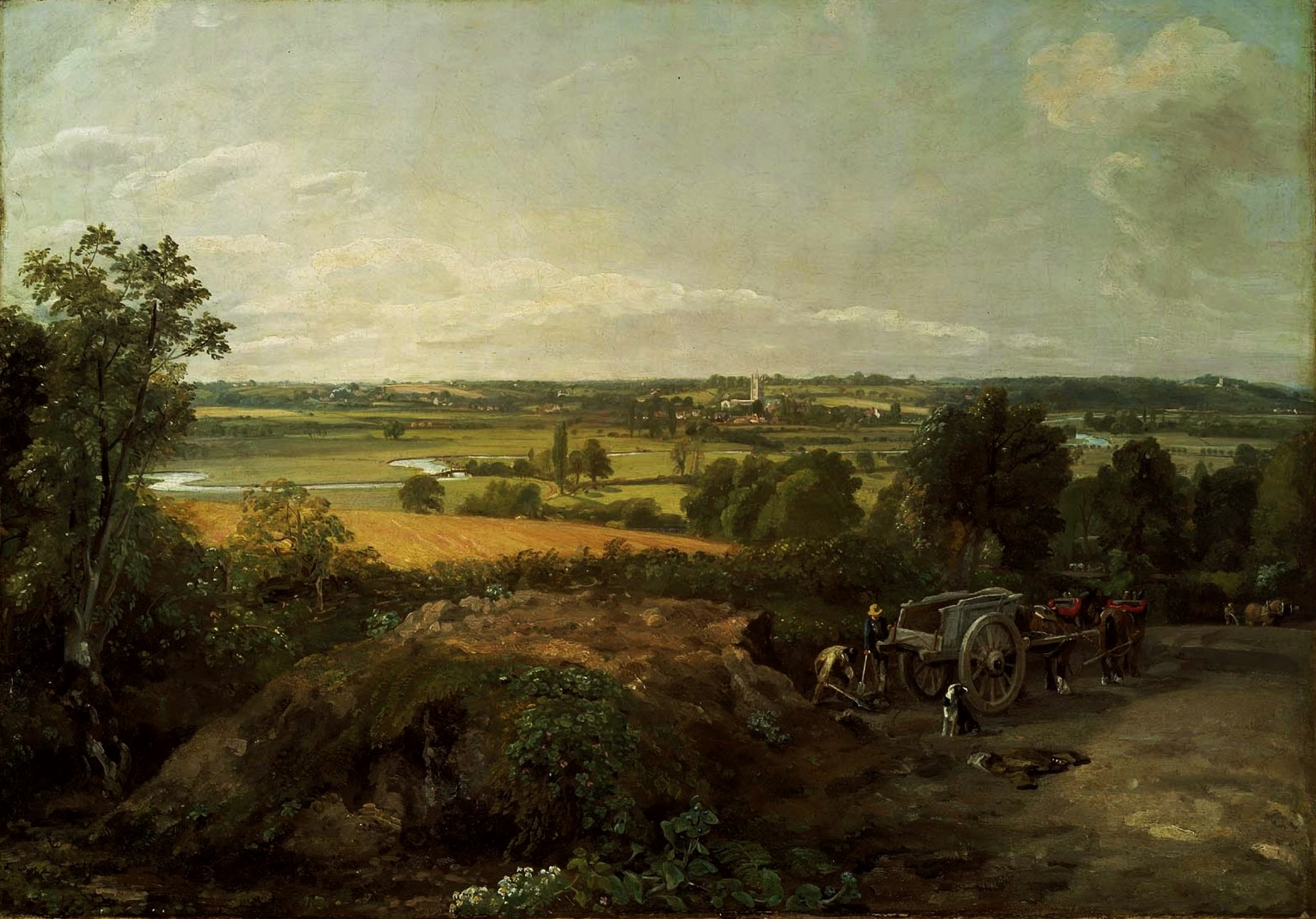
La Vallée de la Stour et l'église de Dedham, vers 1815 Musée des Beaux-Arts de Boston
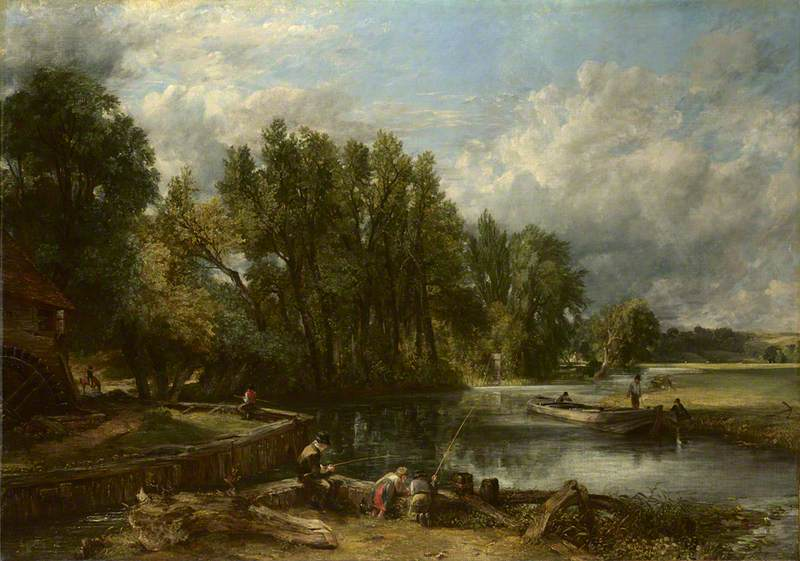
Moulin de Stratford, 1820 National Gallery
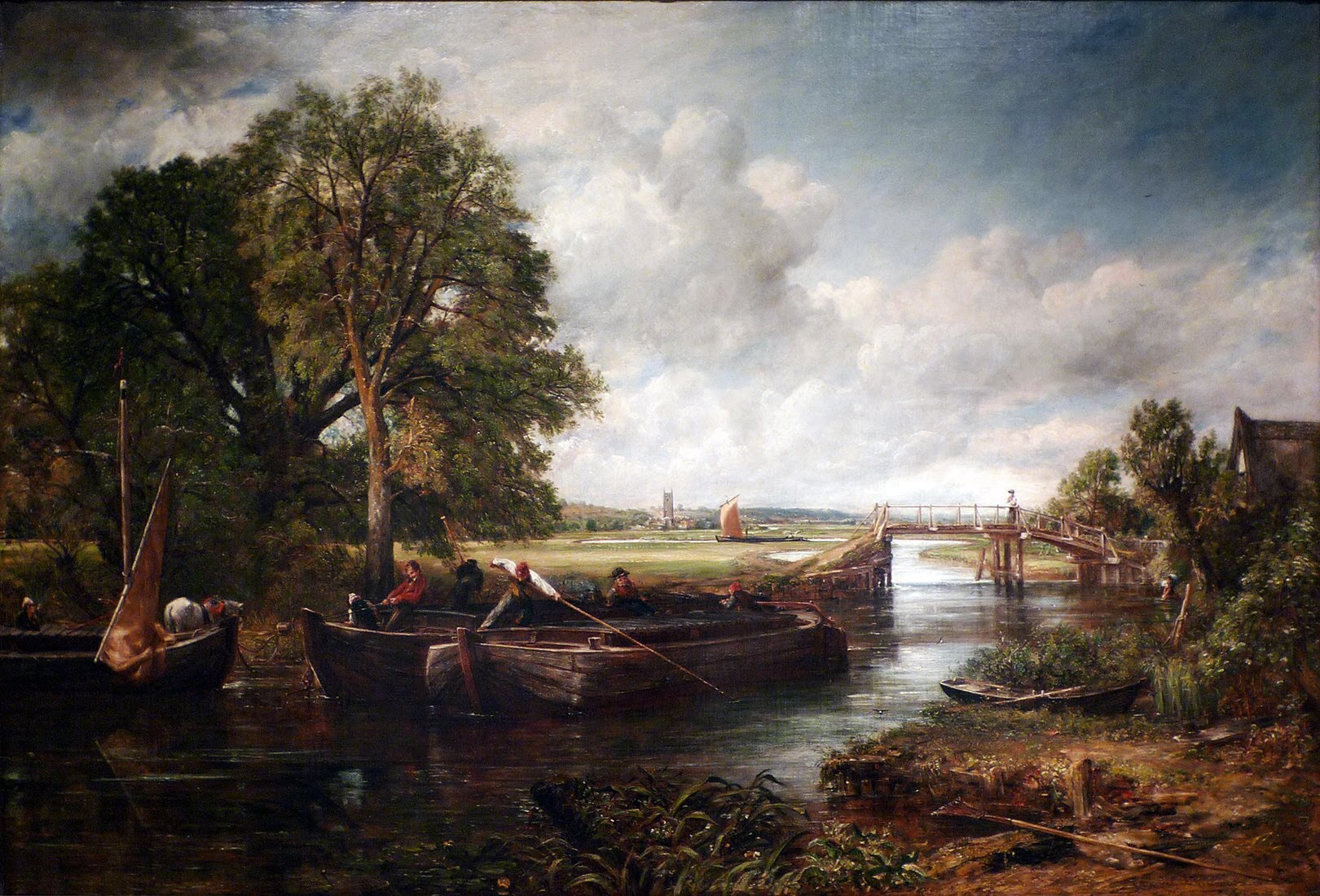
Vue sur la Stour près de Dedham, 1822 Huntington Museum of Art

## La Stour aujourd'hui
Une grande partie de la vallée de la Stour est perçue comme une zone naturelle exceptionnelle.
Le River Stour Trust (en),  a été créé en 1968 pour réhabiliter la navigation des particuliers de Sudbury à la mer.
La RSPB Stour Estuary (en) est une réserve naturelle gérée par la Royal Society for the Protection of Birds (RSPB).
En juillet 2019, des parties du fleuve s'assèchent à cause des pluies trop faibles et d'obstacles dans le cours d'eau à Bures Mill.

Bateaux sur la Stour avec l'église de Dedham en arrière-plan, John Constable, c. 1811.
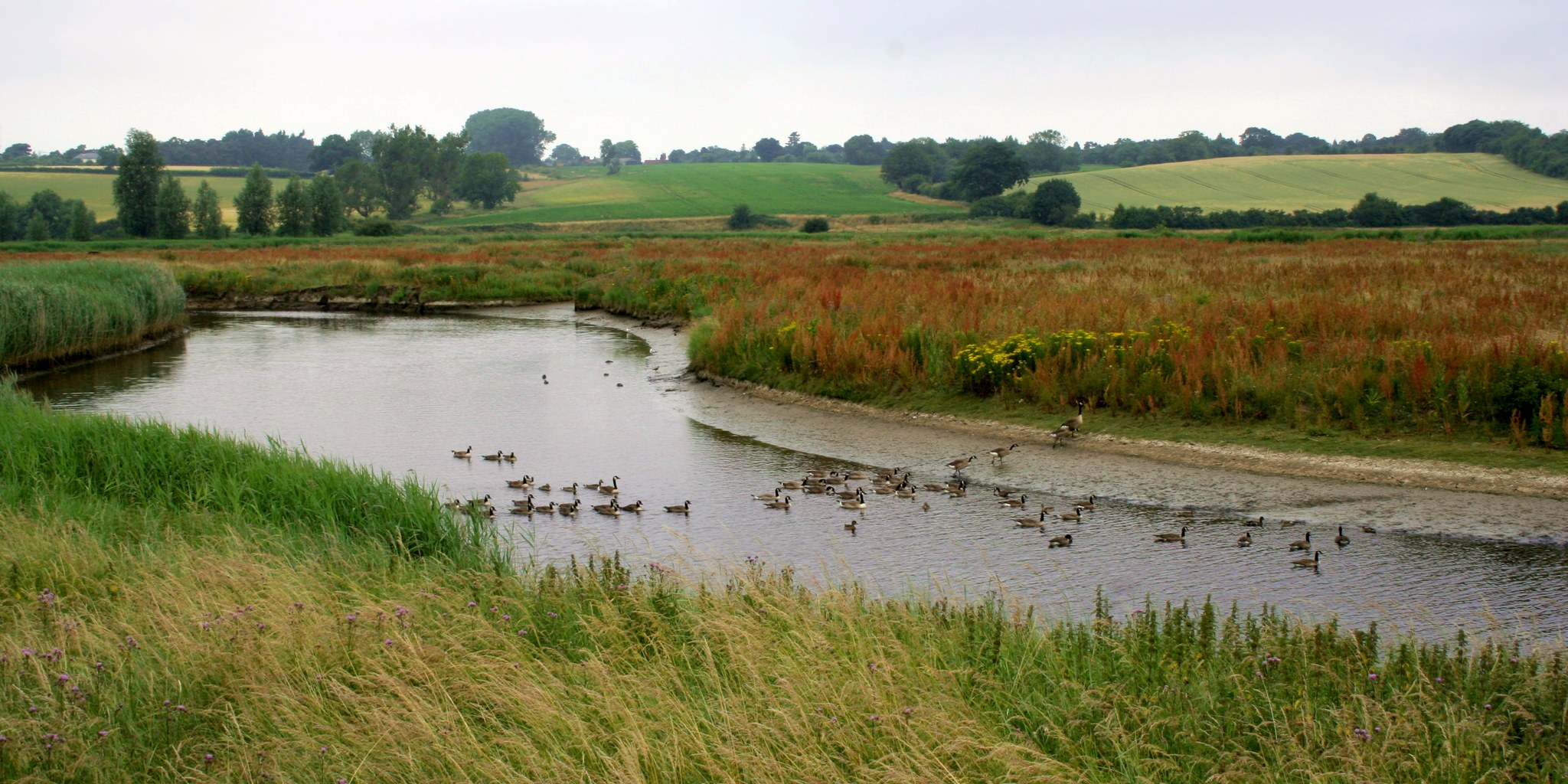
La Stour traverse Dedham Vale.
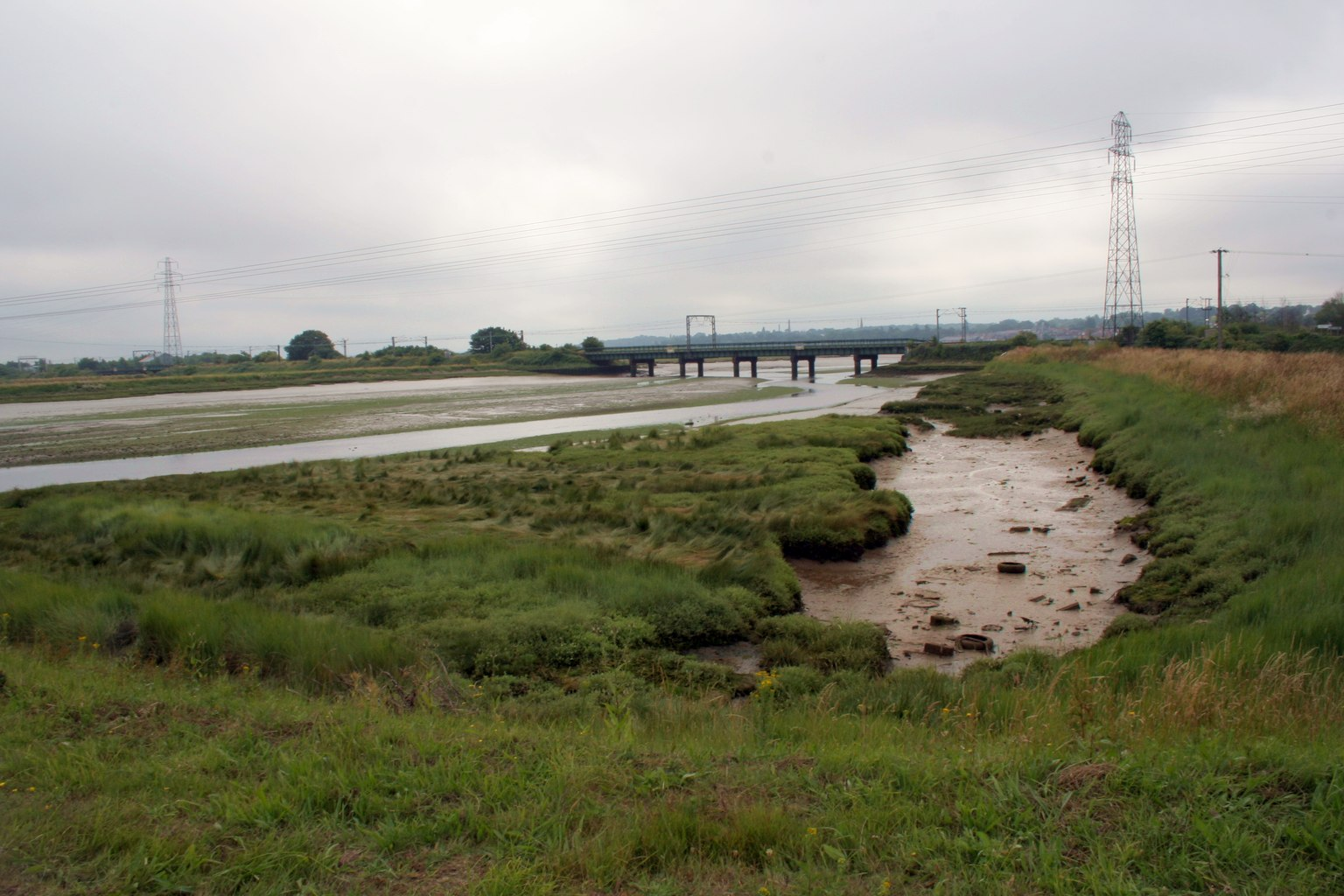
Pont ferroviaire sur la Stour près de Manningtree.
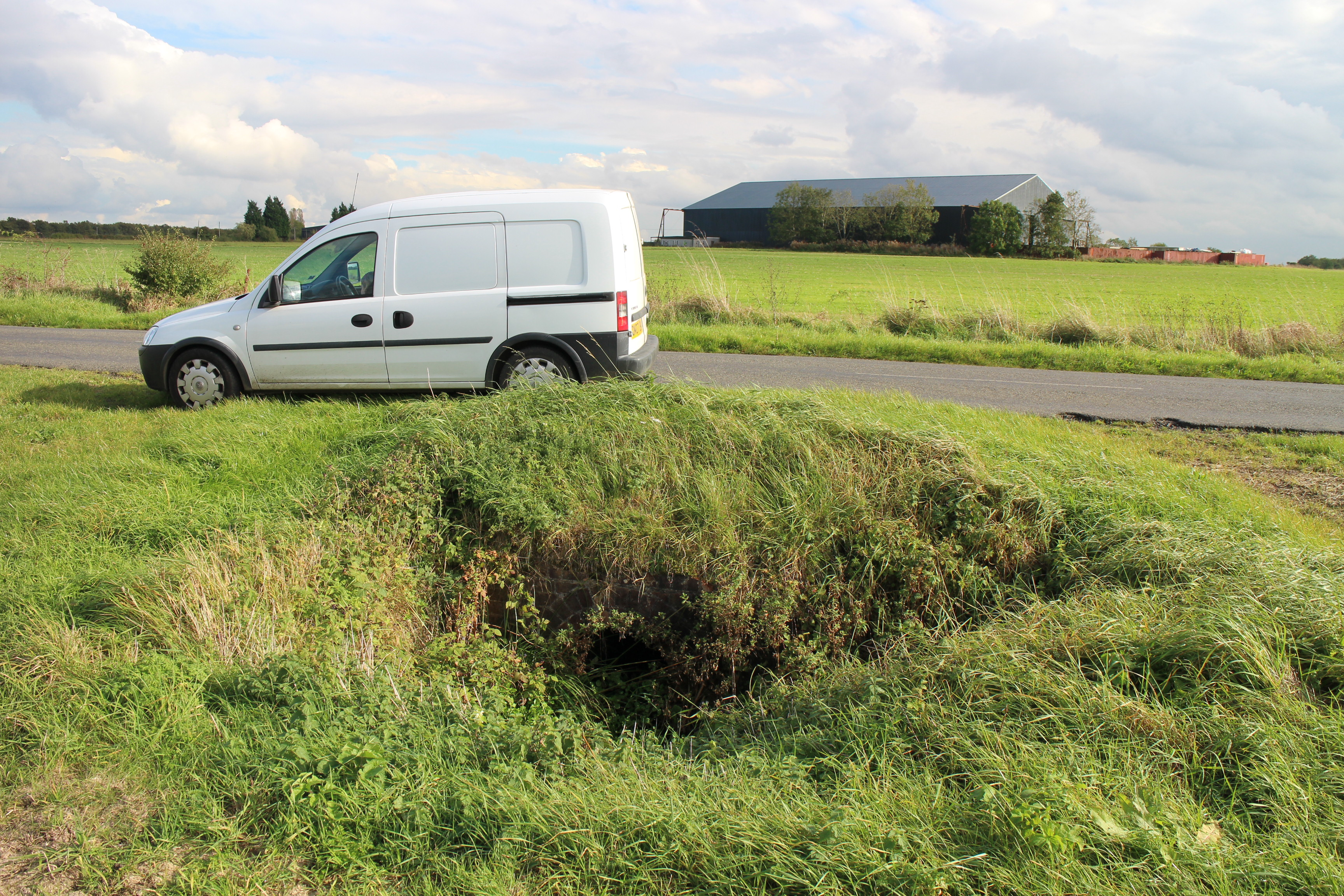
La source à Wratting Common.
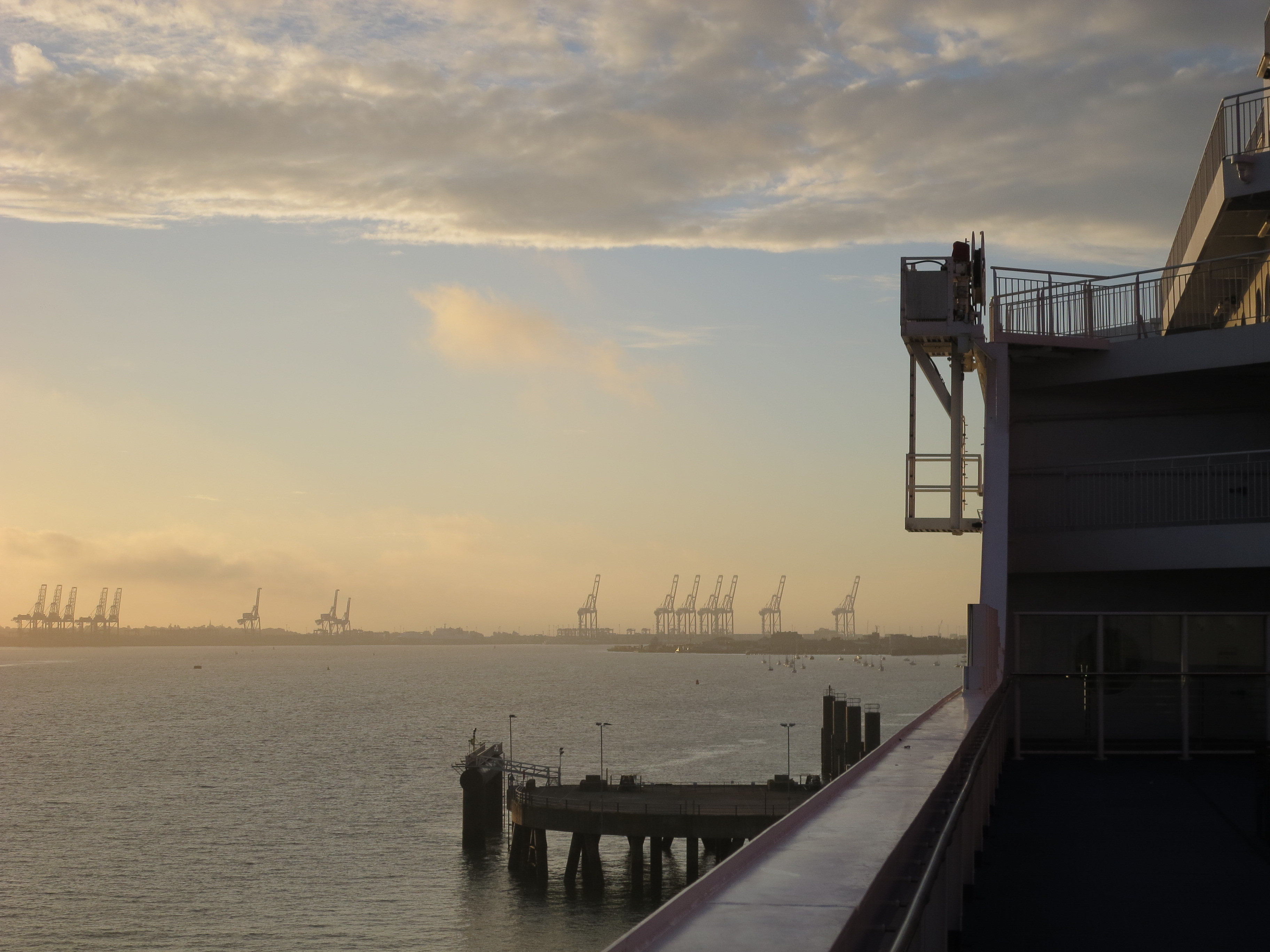
L'embouchure à Harwich.